# El triomf i el rodolí de la Gala i en Dalí
El triomf i el rodolí de la Gala i en Dalí (1961) és un auca integrada per 43 rodolins, escrits per Carles Fages de Climent - cada un acompanyat d'un dibuix fet per Salvador Dalí, i altres tres sense rodolí - amb motiu de l'homenatge que la ciutat de Figueres va fer al pintor de Port Lligat l'any 1961. Aquest acte va ser iniciativa de l'alcalde de Figueres Ramon Guardiola.
Dalí va fer els dibuixos de l'auca a tinta xinesa en un únic cartró, en una sola nit, segons Fages. Els dibuixos i els rodolins són un compendi de la mitologia daliniana. Hi apareixen els seus homenots particulars (Monturiol, Picasso, Gaudí, García Lorca, Francesc Pujols, Marià Fortuny), les seves obssessions (l'Angelus de Millet, Guillem Tell, el Quixot, els Dioscurs) i, com si fos una pel·lícula, hi desfila tota la cosmogonia de la seva obra: les formigues, els rellotges tous, el brau, les crosses, els xiprers... Alguns d'aquests dibuixos són petits quadres, com ara el número 24, referit a Gaudí, o el 33, sobre la Corrida daliniana. Aquest últim, es pot veure un brau aixecat, tal com el pintor se l'imaginava quan l'helicòpter se l'endugués de la plaça de braus.
El rodolí 32, per exemple, es converteix en una guardiola en clara referència a l'alcalde, Ramon Guardiola. Un altre apunt curiós és la manera com el pintor signava a peu de pàgina amb la signatura Dalí de Figueras.
Aquesta auca es va posar a la venda el mateix dia de l'homenatge i, més tard, es va fer una edició de bibliòfil de 43 exemplars signats pel mateix poeta i el pintor.
En el Centre d'Estudis Dalinians de Figueres existeixen uns fulls inèdits on el mateix Fages va traduir al castellà part dels rodolins i ho va acompanyar d'explicacions. D'aquesta manera es dona una nova visió de l'obra, ja que revela que es tracta d'un treball en equip. Fages reconeix, en aquestes pàgines, que tres dels rodolins són de Dalí i verifica, d'aquesta manera, la versió del fill de Fages, Pere Ignasi Fages, que comentava els diversos viatges a Portlligat amb el seu pare per demanar algun dibuix que faltava.
Aquests rodolins constitueixen un retrat precís de Salvador Dalí i els comentaris posteriors que en va fer Fages aporten dades biogràfiques molt importants per interpretar gran part de l'obra del pintor.

## Rodolins
- Al claustre matern, Dalí / ja rumiava el camí. Arxivat 2014-07-02 a Wayback Machine.
- Primer mort que no ningú. / En bé o en mal, sempre l'u. Arxivat 2014-07-02 a Wayback Machine.
- Don feina per dos, petit / diuen els qui l'han parit. Arxivat 2014-07-02 a Wayback Machine.
- Com que ho fa tot al contrari, / no s'adiu amb un notari. Arxivat 2014-07-02 a Wayback Machine.
- Pinta telèfons amb ous / i plasma rellotges tous. Arxivat 2014-07-02 a Wayback Machine.
- Proclama quan és menut: / Faré, amb cinc anys, un minut! Arxivat 2014-07-02 a Wayback Machine.
- Francesc Pujols diu, precís: / - Multipliqueu-lo per sis. Arxivat 2014-07-02 a Wayback Machine.

- Tot just vestit d'homenet, / per emprenyar, s'hi fa un set. Arxivat 2014-07-02 a Wayback Machine.
- Per freudisme i necrofília / l'expulsen de la família. Arxivat 2014-07-02 a Wayback Machine.
- Un dia nou tornarà / dalint un crostó de pa? Arxivat 2014-07-02 a Wayback Machine.
- Com que no té sentit pràctic / travessa l'oceà Atlàntic. Arxivat 2014-07-02 a Wayback Machine.
- Quan Gala dugui el timó / ni el gegants li faran por. Arxivat 2014-07-02 a Wayback Machine.
- Amb dotze graons fa un salt / com si no es sentís del mal. Arxivat 2014-07-02 a Wayback Machine.
- Tretze dibuixos pel vers / fa de les buixes de Llers. Arxivat 2014-07-02 a Wayback Machine.
- En lloc de fer de fill pròdig / guanya dolars a preu mòdic. Arxivat 2014-07-02 a Wayback Machine.
- Setze cignes a la cala / voguen pel triomf de Gala. Arxivat 2014-07-02 a Wayback Machine.
- Xifres aràbigues fan / batalles de Tetuan. Arxivat 2014-07-02 a Wayback Machine.
- I quan el vaixell amarra / du a la testa un pa de barra. Arxivat 2014-07-02 a Wayback Machine.
- Li brolla un àngel del front / o el nas d'un rinoceront. Arxivat 2014-07-02 a Wayback Machine.
- Del braç de Miltons i Dantes / pinta el Quixot de Cervantes. Arxivat 2014-07-02 a Wayback Machine.
- Té més capricis que Goya / i el titllen de paranoia. Arxivat 2014-07-02 a Wayback Machine.
- Pel pinzell de Dalí, Gala es / transforma en Madonna o Pal·las. Arxivat 2014-07-02 a Wayback Machine.
- Ell proclama amb veu de tro: / - Le surrealisme sóc jo! Arxivat 2014-07-02 a Wayback Machine.
- Gala daleix per Dalí, / Dalí amb Gala sap gaudir. Arxivat 2014-07-02 a Wayback Machine.
- Val l'esquitx que fa amb un tiro / d'un barabiner al retiro. Arxivat 2014-07-02 a Wayback Machine.
- Gala i ell, empedernits / fan, dels cignes, escorpits. Arxivat 2014-07-02 a Wayback Machine.
- Al carrer Monturiol / el geni no hi és mai sol. Arxivat 2014-07-02 a Wayback Machine.
- Amb dalinians exordis / hi bufa el vent el Boig d'Ordis. Arxivat 2014-07-02 a Wayback Machine.
- L'un del submarí fa invent / Dalí del subconscient. Arxivat 2014-07-02 a Wayback Machine.
- Déu lo feu néixer al carrer / de l'inventor i lo Gaiter. Arxivat 2014-07-02 a Wayback Machine.
- Al carrer don nomenada / Ursula, la ben plantada. Arxivat 2014-07-02 a Wayback Machine.
- Guardiola, el batlle, amb ràpida / veu, hi fa posar una làpida. Arxivat 2014-07-02 a Wayback Machine.
- Tindrà un museu Colosal / al teatre Principal. Arxivat 2014-07-02 a Wayback Machine.
- El gran poeta i rapsode / Garcia Lorca, en fa una oda. Arxivat 2014-07-02 a Wayback Machine.
- I amb la pela de la poma / de Guillem Tell, se'n va a Roma. Arxivat 2014-07-02 a Wayback Machine.
- Li tiren fotos a ratjos / tele, no-do, Paris-matchos. Arxivat 2014-07-02 a Wayback Machine.
- "La Erato" li engega el coro / i arreu li brinden el toro. Arxivat 2014-07-02 a Wayback Machine.
- Com volàtil coleòpter / capta el toro un helicòpter. Arxivat 2014-07-02 a Wayback Machine.
- Mai se'n podrà penedir / la ciutat que el va parir. Arxivat 2014-07-02 a Wayback Machine.
- No era bo ni per remeis / i el volen papes i reis. Arxivat 2014-07-02 a Wayback Machine.
- És, per pressagis obscurs, / l'immortal dels Discurs. Arxivat 2014-07-02 a Wayback Machine.
- Per mà d'un biòleg, viu / Galí Dala, rediviu / en un teixit conjuntiu. Arxivat 2014-07-02 a Wayback Machine.